# Skeletons (film 1997)
Skeletons è un film per la televisione del 1997 diretto da David DeCoteau.
È un film thriller statunitense con Ron Silver, Christopher Plummer, James Coburn e Dee Wallace. È incentrato sulle vicende di una famiglia che si trasferisce da New York in una piccola cittadina del Maine dove gli abitanti sono poco accoglienti.

## Produzione
Il film, diretto da David DeCoteau su una sceneggiatura di Joshua Michael Stern, fu prodotto da Brian Shuster per la HiT Entertainment e la Home Box Office e girato a Burbank in California dal 15 giugno al 7 luglio 1996 con un budget stimato in 2,2 milioni di dollari.

## Distribuzione
Il film fu trasmesso negli Stati Uniti il 25 aprile 1997  sulla rete televisiva HBO. È stato poi distribuito negli Stati Uniti in VHS nel 1997 dalla FM Home Video.
Altre distribuzioni:
- negli Stati Uniti nel marzo del 1997 (Santa Barbara Film Festival)
- negli Stati Uniti il 25 aprile 1997
- in Spagna il 1º luglio 1997 (Esqueletos, home video)
- in Germania (Die verborgene Gruft e, in TV, Das Grauen in einer kleinen Stadt)
- in Brasile (Pacto de Morte)
- in Francia (Saugatuck, in DVD)
- in Grecia (Skeletons)

## Promozione
La tagline è: "Beneath the surface, nothing is what it seems.".